# Базькевич Михайло Миколайович
Михайло Миколайович Базькевич (Баскевич, Базько-Базькевич, Басько-Баськевич) (? — після 10.04.1938) — український громадсько-політичний діяч, інженер-технолог, педагог, меценат.
Інспекторський наглядач за поставками мінерального палива для казенних доріг управління Харківсько-Миколаївської залізниці (1899—1905), член правління (1902), товариш голови Артілі російських інженерів (Харків, 1905), керівник Другого куреня (Харків, поч. ХХ ст.), голова Товариства взаємного кредиту дрібних промисловців (Харків, 1909—1910), секретар Харківського відділення Імператорського російського технічного товариства, заступник голови Ростовського порайонного комітету від торгово-промислових з'їздів, член комітету Товариства допомоги нужденним студентам Харківського технологічного інституту (1914), член Опікунської ради, інспектор та викладач фізики у вечірній школі приказчиків у Харкові (1908—1910), голова Харківського товариства ім. Григорія Квітки-Основ'яненка (Харків, 1917), Українського художньо-драматичного товариства (Белград, 1930-ті).
Співзасновник Братства тарасівців (1891). Випускник Харківського технологічного (тепер політехнічного) інституту (1894). Учасник зборів із протестом проти російсько-японської війни, які організував М. Міхновський (Харків; поч. 1904).
Підписав телеграму Миколи Міхновського й української інтеліґенції м. Харкова до глави уряду графа Сергія Вітте з вимогою негайного скасування Емського указу (осінь 1905 р.). Колезький асесор. За спогадами Ю. Колларда, Базькевич — один із співзасновників задуманої Міхновським Української партії соціялістичної (УПС). На думку Ф. Турченка, Базькевич належав до керівного ядра УНП. Свій будинок у Кобеляках збудував у стилі українського архітектурного модерну за проєктом Костянтина Жукова (до 1913). Пожертвував 100 крб на Український національний театр у Києві (1917).
Дружина, Катерина Єрмолаївна Базькевич, активна учасниця українського руху в Харкові, зокрема в 1910 р. належала до української комісії Харківської громадської бібліотеки разом із найближчими соратниками Міхновського Павлом Дідусенком та Євгеном Сердюком. Один із керівників Товариства допомоги дітям залізничників (1907—1908). Автор низки наукових праць, зокрема «Отопление паровозов антрацитом» (Харків, 1889).
Емігрував до Югославії, де працював на залізниці. 10 березня 1934 р. виступив із рефератом «Останні роки життя Т. Шевченка» на урочистому вечорі, влаштованому Українською громадою Белграда у власному приміщенні (більшість учасників становили серби, а співдоповідачем був Віктор Андрієвський). Автор спогаду «Український рух серед харківського студентства 1890-х років» (З минулого. — Варшава, 1939. — Т. 2 — С. 23 — 26).